# Franz Konrad Bartl

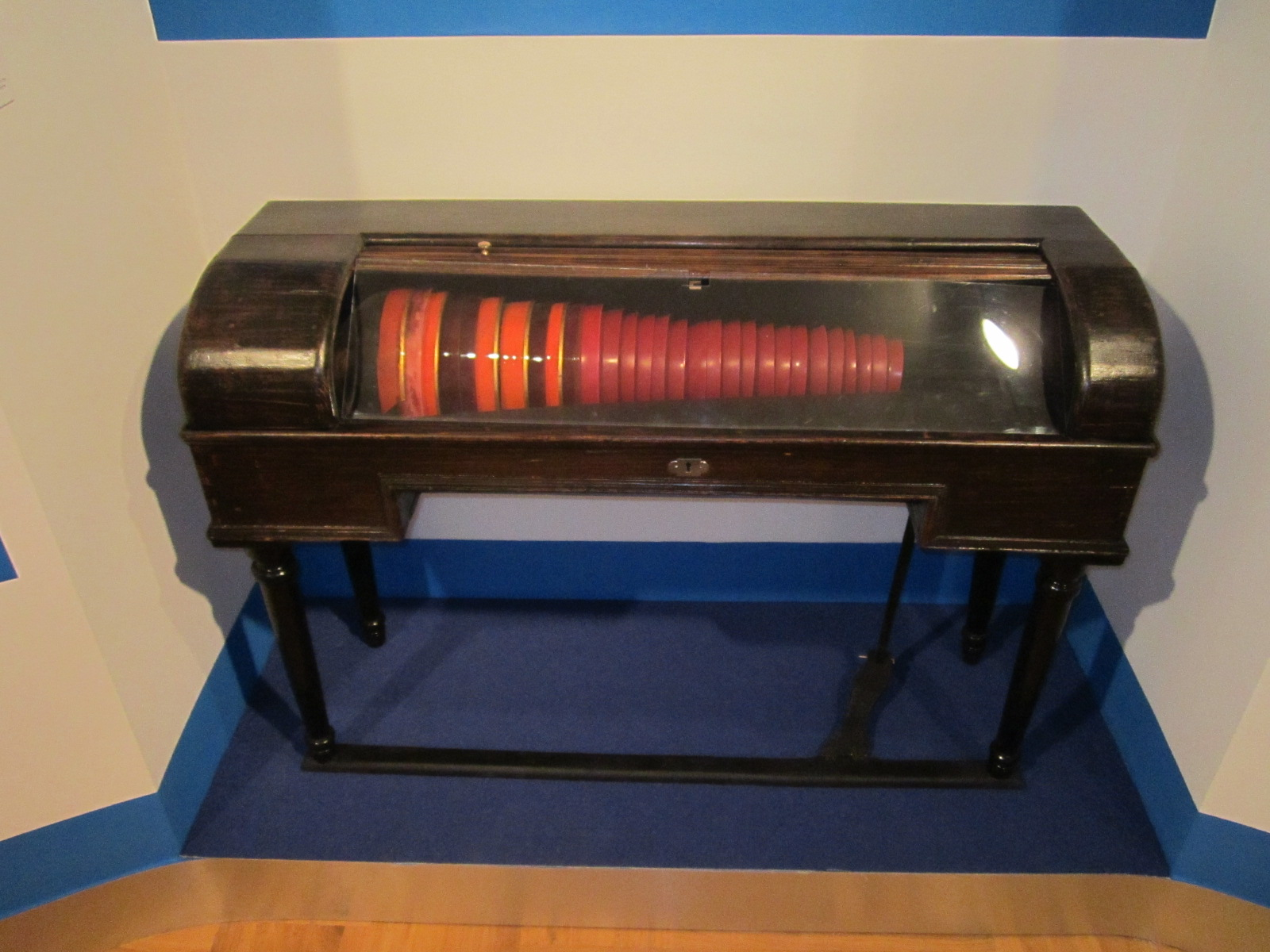
Bartlova skleněná harmonika, vystavená v olomouckém muzeu k výročí 450 let Univerzity Palackého

Franz Konrad Bartl (14. června 1750, Vejprty – 28. října 1813, Olomouc) byl český matematik, fyzik a profesor.

## Život
Absolvoval gymnázium ve Slavkově a poté studoval na filozofické a právnické fakultě univerzity v Praze. V roce 1779 se stal mimořádným profesorem elementární matematiky na pražské filozofické fakultě. V roce 1782 přešel jako řádný profesor matematiky do Olomouce na lyceum. V roce 1793 se stal jejím rektorem. Zabýval se aplikacemi aritmetiky, fyziky a mechaniky. Jeho zálibou byla hra na skleněnou harmoniku, jíž vylepšil přidáním klávesnicí a pohonem hřídel dvěma pedály a takto vylepšený hudební instrument věnoval císaři Františkovi II. (nástroj je uložen ve vídeňském fyzikálním a astronomickém kabinetu). Při hraní na harmoniku s takovým mechanismem nebylo zapotřebí namáčení prstů, kterými se pak třelo o hrany misek. Výsledný zvuk nebyl tak čistý, jako při hře pomocí navlhčených prstů, a proto používání nástroje se neuplatnilo.
Franz Reisinger o něm řekl: „Pan F. Bartl, učitel matematiky, direktor filozofického studia, příjemný a dobrý muž za katedrou, ale ve vlastním životě prkenný a ve styku s alzuguter Geselschafter (společníky), je ostatně jistě dobrý matematik.“

## Dílo (výběr)
- Abhandlungen von allen möglichen Arithmetiken (Olomouc, 1781 a 1795)
- Kurzer Lehrbegriff von der Mechanik und Optik (Vídeň, 1787)
- Lehrbegriff von den nöthigsten Gegenständen aus der angewandten Mathematik

### Učebnice
- Anleitung zur Rechenkunst
- Geometrie und Mechanik (1780, naposledy vyšla v roce 1806) sloužila jako učebnice matematiky pro normální školy[3]

## Galerie

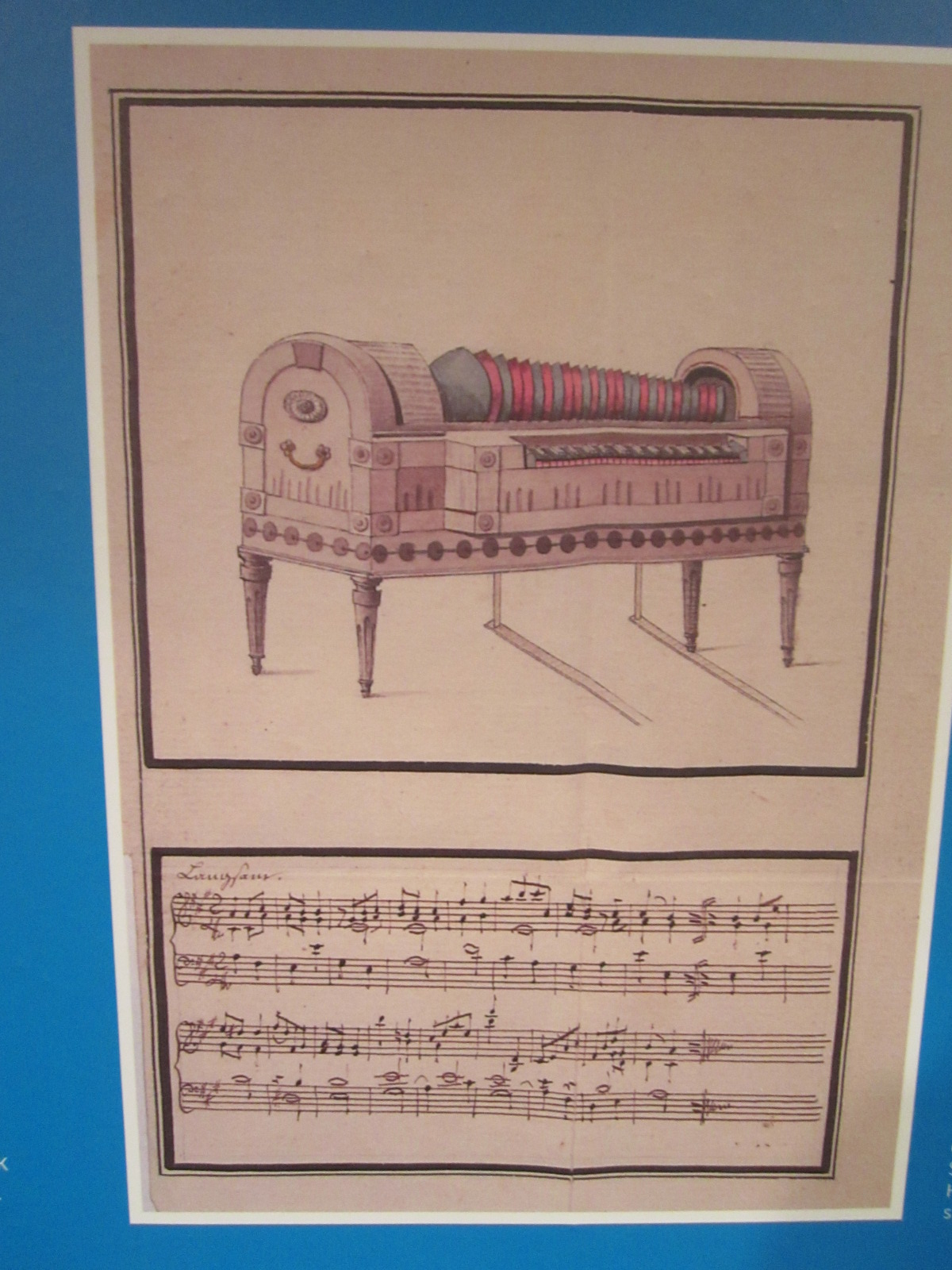
náčrtek bartlovy skleněné harmoniky, vystavené v olomouckém muzeu k výročí 750 let Univerzity Palackého
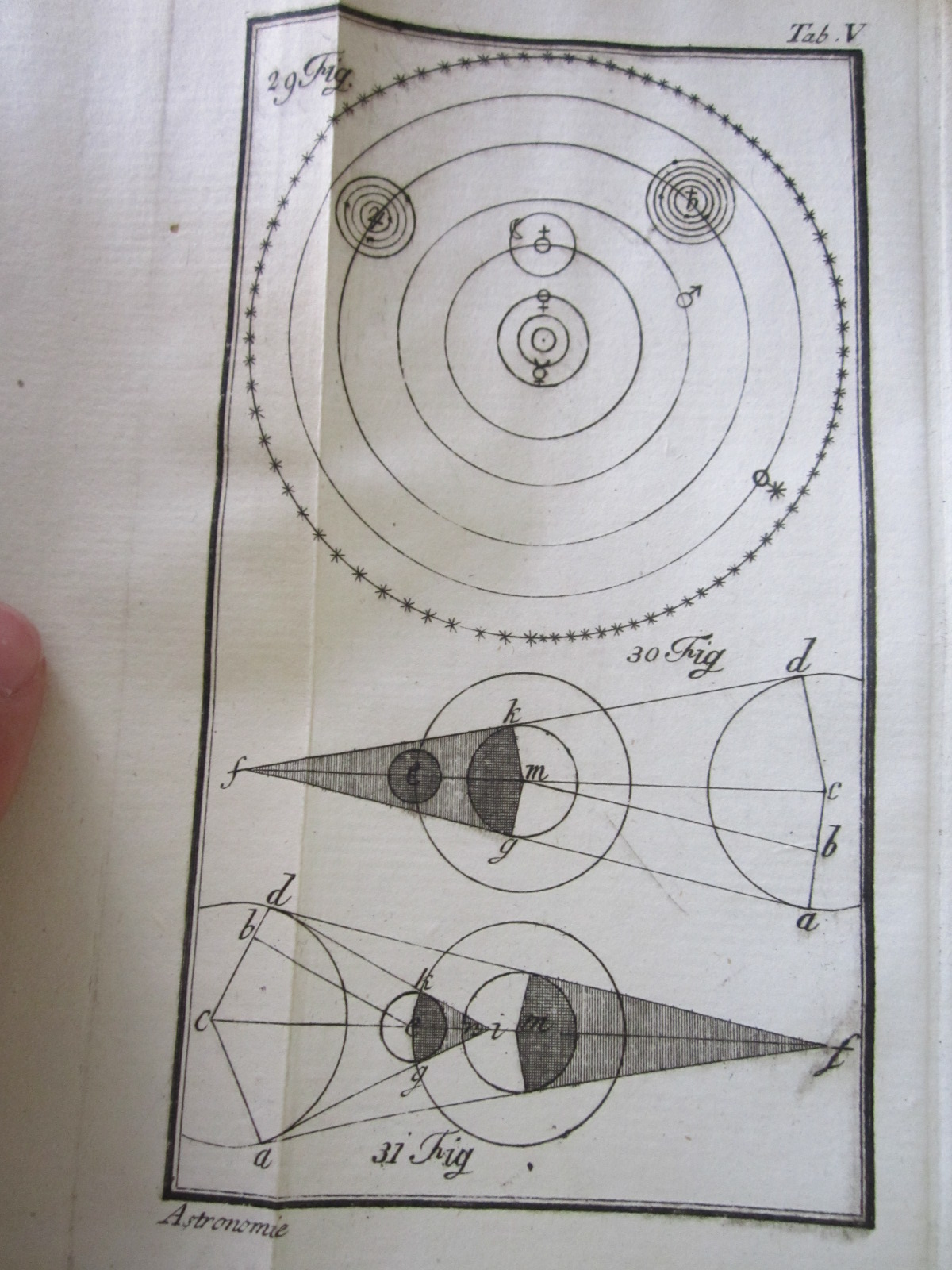
Obrázek z knihy Kurzer Lehrbegriff von der Mechanik, Optik und Astronomie, kterou napsal Franz Konrad Bartl
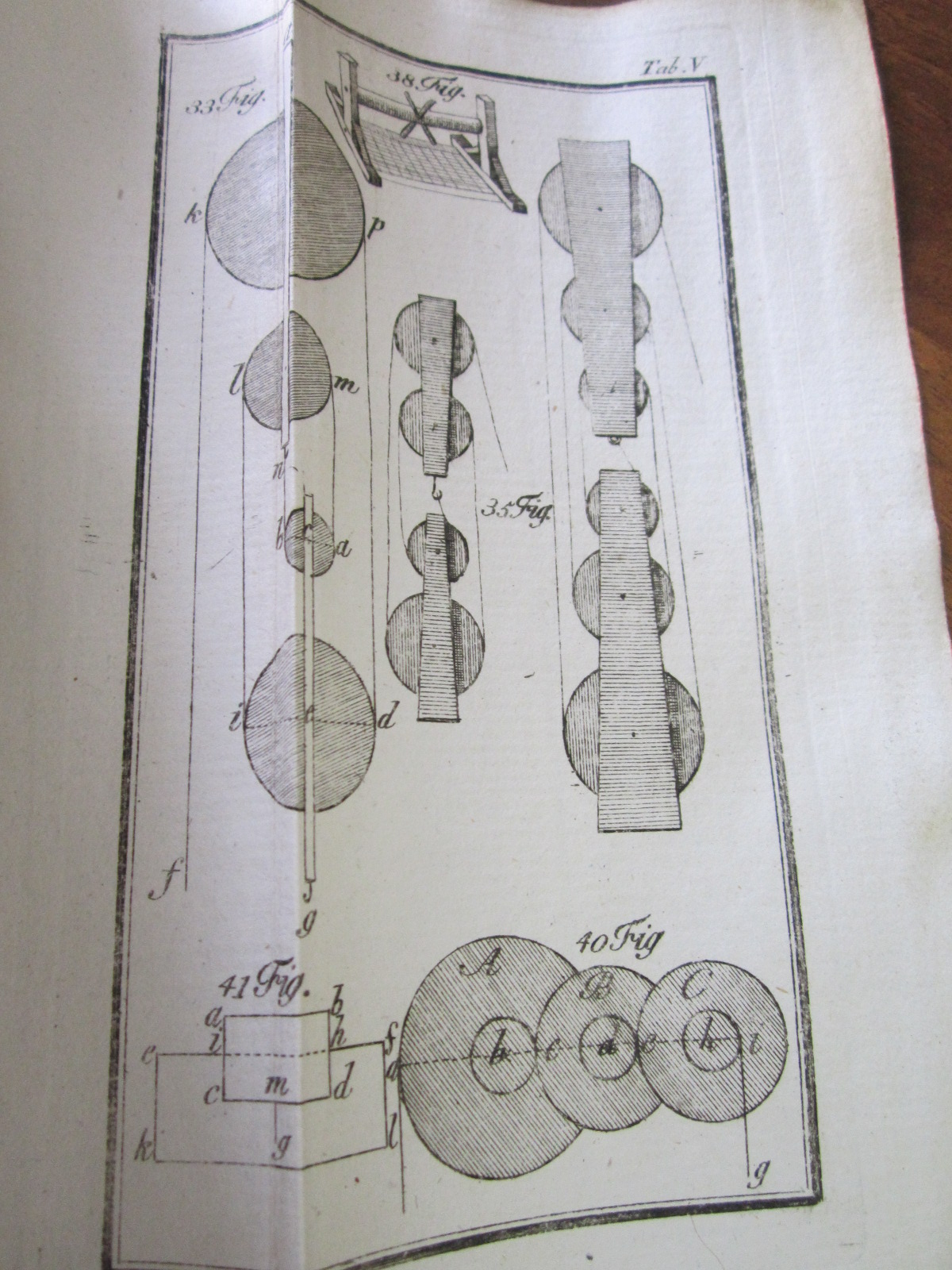
Obrázek z knihy Kurzer Lehrbegriff von der Mechanik, Optik und Astronomie, kterou napsal Franz Konrad Bartl